# Elaphognathia korachaensis
Elaphognathia korachaensis là một loài chân đều trong họ Gnathiidae. Loài này được Svavarsson & Gisladottir miêu tả khoa học năm 2002.